# Eiphosoma perti
Eiphosoma perti là một loài tò vò trong họ Ichneumonidae.